# George I van Waldeck-Pyrmont
George I van Waldeck-Pyrmont (Arolsen, 6 mei 1747 - Pyrmont, 9 september 1813) was van 1805 tot 1813 graaf van Pyrmont en van 1812 tot 1813 vorst van Waldeck. Hij was de jongste zoon van Karel August van Waldeck-Pyrmont en Christiane Henriette van Birkenfeld-Bischweiler.
Hij ontving in 1805 van zijn oudere broer Frederik Karel August het graafschap Pyrmont, waardoor Waldeck-Pyrmont werd opgesplitst. Het graafschap werd echter wel verheven tot vorstendom. Bij Frederiks kinderloze dood in 1812 viel echter ook Waldeck aan George toe. Toen nam hij de titel "Fürst zu Waldeck und Fürst zu Pyrmont und Rappoltstein" aan. Hij stierf een jaar later en werd opgevolgd door zijn zoon George II Frederik Hendrik.

## Huwelijk en kinderen
Hij trad in 1784 in het huwelijk met Augusta (1767-1849), dochter van August II van Schwarzburg-Ebeleben. Uit dit huwelijk werden 13 kinderen geboren:
- Christiane (1787-1806), abdis in Schaaken
- Karel (1788-1795)
- George II Frederik Hendrik (1789-1845), vorst van Waldeck en Pyrmont
- Frederik (1790-1828), graaf van Waldeck, in 1816 onder zijn stand gehuwd met Ursula Polle "gravin van Waldeck"
- Christiaan (1792-1795)
- Augusta (1793-1794)
- Johan Lodewijk (1794-1814)
- Ida (1796-1869), huwde in 1816 met George Willem van Schaumburg-Lippe
- Wolrad (1791-1821)
- Mathilde (1801-1825), in 1817 gehuwd met Eugenius van Württemberg (1788–1857)
- Karel Christiaan (1803-1846), in 1841 gehuwd met Amalie van Lippe-Biesterfeld
- Caroline (1804-1806)
- Herman (1809-1876), in 1833 gehuwd met Agnes Teleki von Szék.